# Solventjärnarna
Solventjärnarna är varandra näraliggande sjöar i Sorsele kommun i Lappland och ingår i Umeälvens huvudavrinningsområde.
- Solventjärnarna (Sorsele socken, Lappland, 726424-158681), sjö i Sorsele kommun, 65°28′07″N 17°40′41″Ö / 65.4685°N 17.6781°Ö
- Solventjärnarna (Sorsele socken, Lappland, 726443-158701), sjö i Sorsele kommun, 65°28′15″N 17°40′36″Ö / 65.4708°N 17.6766°Ö (9,7 ha)
- Solventjärnarna (Sorsele socken, Lappland, 726462-158732), sjö i Sorsele kommun, 65°28′15″N 17°41′15″Ö / 65.4709°N 17.6876°Ö (6,71 ha)